# شيفان ماغنوس
شيفان ماغنوس (بالإنجليزية: Siobhan Magnus)‏ هي مغنية ومغنية مؤلفة وملحنة أمريكية، ولدت في 15 مارس 1990.

## وصلات خارجية
- شيفان ماغنوس على موقع IMDb (الإنجليزية)
- شيفان ماغنوس على موقع ميوزك برينز (الإنجليزية)